# (52872) Okyrhoe
(52872) Okyrhoe ist ein Planetoid, der am 19. September 1998 im Rahmen des Spacewatch-Programmes entdeckt wurde und zur Gruppe der Zentauren gehört. Der Asteroid läuft auf einer mäßig exzentrischen Bahn in gut 24 Jahren um die Sonne. Die Bahnexzentrizität seiner Bahn beträgt 0,306, wobei diese 15,67° gegen die Ekliptik geneigt ist.
Es wird vermutet, dass auch die Okyrhoe wie die beiden Zentauren (2060) Chiron und (60558) Echeclus kometare Aktivitäten aufweist.
In der Mythologie war Okyrhoe die Tochter des Zentauren (2060) Chiron und der Nymphe (10199) Chariklo, das sind in der Astronomie die beiden größten bestätigten Zentauren, die überdies auch beide über ein feines Ringsystem verfügen. Der Name bedeutet „rasch laufend“ oder „schnell fließend“.